# 河端保志
河端 保志（かわばた やすゆき、1989年7月25日 - ）は、日本の実業家。株式会社Branding Engineer創業者・代表取締役CEO。

## 人物・来歴
埼玉県出身。2014年電気通信大学大学院卒業。大学院在学中の2013年に高原克弥とBranding Engineerを創業。同社代表取締役CEOを務め、フリーランスエンジニアのの支援や企業のDX推進、デジタルマーケティングのコンサルティングなどを行う事業を展開し、2020年には東京証券取引所マザーズに上場した。